# Sonja Lyttkens
Sonja Lyttkens (Estocolmo, 26 de agosto de 1919 – 18 de dezembro de 2014) foi uma matemática sueca, a terceira mulher a obter um doutorado em matemática na Suécia e a primeira dessas mulheres a obter um cargo universitário permanente em matemática. É também conhecida por seus esforços em tornar a academia menos hostil a mulheres e por destacar que o sistema tributário sueco da época, que previa uma dedução de renda para maridos de mulheres que não trabalhavam, pressionava até mulheres de famílias de baixa renda a não trabalhar. Suas observações ajudaram a levar a Suécia a tributar as pessoas casadas separadamente de seus cônjuges.

## Formação e carreira
Lyttkens cresceu em Halmstad e Karlskrona, mudando-se para Kalmar em 1930. Foi para Uppsala in 1937 para estudar matemática, mas seus estudos foram interrompidos por casamento e filhos. Obteve uma licenciatura em 1951 e um doutorado na Universidade de Uppsala em 1956, com a tese The Remainder In Tauberian Theorems, orientada conjuntamente por Arne Beurling e Lennart Carleson. Foi a terceira mulher a obter um doutorado em matemática na Suécia, depois de Louise Petrén-Overton em 1911 e Ingrid Lindström em 1947.
Embora Sofia Kovalevskaya tenha se tornado professora titular de matemática em uma universidade privada em Estocolmo em 1884, mulheres foram proibidas de ocupar cargos em universidades públicas na Suécia até 1925, e tanto Petrén quanto Lindström se tornaram professoras escolares. Lyttkens obteve uma posição permanente como professora sênior na Universidade de Uppsala em 1963, e em 1970 ela se tornou a primeira mulher inspektor da universidade (uma cátedra honorária de um sindicato estudantil). Aposentou-se em 1984.

## Vida privada
Lyttkens era filha da escultora sueca Anna Petrus e seu marido, o médico Harald Lyttkens. Dois de seus filhos, Ulla Lyttkens e Harald Hamrell, foram atores e diretores de cinema.